# Jimmy Sabater
Jimmy Sabater (eigentlich Jaime Sabater, * 11. April 1936 in New York City; † 8. Februar 2012 ebenda) war ein US-amerikanischer Latin-Jazz-Musiker (Gesang, Perkussion) und Songwriter.

## Leben und Wirken
Sabater hatte puerto-ricanische Wurzeln und arbeitete ab den 1950er Jahren in der New Yorker Salsa-, Rhythm & Blues und Latin-Musikszene, in der er sich einen Namen als Timbales-Spieler, Sänger und Songwriter machte. Zunächst war er Vokalist in der Band von Joe Cuba, mit der er 1957 einen Hit mit To Be With You hatte. Sabater schrieb Ende der 1960er Jahre u. a. die Songs Oh Yeah und Bang Bang, letzterer wurde auch von David Sanborn gecovert. In seinem Gesangsstil mischte er englische und spanische Sprache. 1969 legte er sein Debütalbum The Velvet Voice of Jimmy Sabater vor. Er trat bis 1979 im Joe Cuba Sextett auf; er arbeitete außerdem mit Tito Puente, den Fania All-Stars und Eddie Palmieri. 1998 gründete er mit José Mangual die Band Son Boricua.

## Diskographische Hinweise
- Solo (Tico, 1969), mit Ray Barretto
- El Hijo De Teresa/Teresa's Son (Tico, 1970)
- To Be With You (Mucho Love & Lotsa Boogie) (Salsa Records, 1976)
- Gusto (Fania Records, 1980)
- Mo (2002) mit José Mangual